# 青樹町
青樹町（あおきちょう）は、青森県弘前市の地名。郵便番号は036-8246。

## 地理
西から北東にかけて自由ケ丘、東は金属町、南東から南西にかけて小沢に接する。

## 歴史

### 沿革
- 1981年（昭和56年）～現在 - 小沢・清水富田の一部から分離、青樹町になる。

### 地名の由来
町の発展を願い、青い樹木が将来大きい大木になるように人々が願ったことから。

## 世帯数と人口
2023年（令和5年）7月1日現在の世帯数と人口は以下の通りである。
| 大字   | 世帯数  | 人口  |
| ------ | ------- | ----- |
| 青樹町 | 317世帯 | 689人 |

## 施設

### 商業
- アサヒ印刷
- タムラファーム
- 新興住建
- 成田農機

### 工業
- 成田鉄工
- 坂本建築設計
- 三上板金工業所
- 関口製作所弘前工場

## 小・中学校の学区
市立小・中学校に通う場合、学区は以下の通りとなる。
| 町丁   | 番・番地 | 小学校             | 中学校             |
| ------ | -------- | ------------------ | ------------------ |
| 青樹町 | 全域     | 弘前市立小沢小学校 | 弘前市立第四中学校 |

## 交通
- 弘南バス

青樹町（弘前駅 - 枡形・金属団地経由 - 桜ヶ丘線）停留所。